# Tituli (Ambrogio)
I tituli sono 21 coppie di esametri che fungevano da didascalie alle decorazioni musive della basilica Martyrum di Milano raffiguranti alcune scene dell'Antico e del Nuovo Testamento; sono attribuiti ad Ambrogio di Milano, dottore della Chiesa, anche se non tutti gli studiosi concordano sulla paternità ambrosiana dei componimenti.